# Thomas Frederick Given
Thomas Frederick Given, britanski general, * 1894, † 1952.